# Juneau (Schiff, 1942)
Die USS Juneau CL-52 bzw. CL(AA)-52 war ein Flugabwehrkreuzer der United States Navy im Zweiten Weltkrieg. Das Schiff gehörte zur Atlanta-Klasse und wurde von der Werft Federal Shipbuilding & Drydock Co. in Kearny (New Jersey) gebaut. Die Juneau wurde am 13. November 1942 in der Seeschlacht von Guadalcanal schwer beschädigt und im weiteren Tagesverlauf von einem japanischen U-Boot versenkt.
Formal handelte es sich um einen leichten Kreuzer, daher auch die offizielle Bezeichnung als CL (cruiser, light). Das Schiff war zwar besonders zur Luftabwehr eingerichtet, aber letztlich ein Mehrzweck-Kreuzer, wie die Torpedobewaffnung (gegen Überwasserschiffe) sowie die Wasserbombenausrüstung (gegen U-Boote) zeigt. Erst nach dem Krieg wurden die verbleibenden Schiffe der Klasse, die dann keine derartige Zusatz-Bewaffnung mehr führten, als reine Flugabwehrkreuzer mit der Bezeichnung CL(AA) versehen. Für die im Krieg verlorengegangene USS Juneau I CL-52 ist damit entgegen abweichenden Angaben in der Literatur eigentlich nur die Bezeichnung CL-52 korrekt.

## Technik
Der Kreuzer hatte eine Standard-Wasserverdrängung von 6.000 ts (Schiffstonnen zu 1.016 kg), und eine vorgesehene Einsatzverdrängung von 7.600 ts. Die Länge auf der Wasserlinie betrug 530 Fuß, insgesamt 541 Fuß, die Breite 53 Fuß und der Tiefgang 32 Fuß und 6½ Zoll. Das Schiff war für eine Besatzung von 673 Mann ausgelegt, die Kriegsstärke betrug jedoch bis zu 697 Mann. Der Antrieb erfolgte über zwei Turbinen mit 75.000 wPS Konstruktionsleistung (Probefahrtleistung 78.985 wPS für das Schwesterschiff Atlanta CL-51) auf zwei Wellen mit Dreiblattpropellern (15 Fuß 9 Zoll Durchmesser). Damit wurden 32,5 kn Geschwindigkeit erreicht (Probefahrt: 33,67 kn). In der zeitgenössischen Literatur wurde allerdings der unrealistische Wert von 40 kn kolportiert. Die Seeausdauer sollte 8.500 sm bei 15 kn betragen, wurde aber nicht erreicht (tatsächlich 7.530 sm bei 15 kn und 5.630 sm bei 20 kn).
Die Hauptbewaffnung stellten 16 Geschütze vom Kaliber 5 Zoll L/38 in acht Zwillingstürmen dar, die als schnellfeuernde Mehrzweckwaffen zur Luftabwehr und Seezielbekämpfung ausgelegt waren. Für sie gab es allerdings nur zwei Mk.37-Leitgeber. Die hohe Rohrzahl war daher letztlich ineffektiv und wurde ab der zweiten Bauserie der Klasse (sog. Oakland-Klasse) auf 12 Rohre in sechs Zwillingstürmen reduziert, zugunsten einer verstärkten leichten Flak. Daneben führte USS Juneau I acht Torpedorohre des Kalibers 21 Zoll in zwei seitlichen Vierlingssätzen und leichte Flak (zuletzt vier 1,1-Zoll-Vierlinge und acht 20-mm-Einzellafetten) sowie Wasserbombenwerfer. Bei Indienststellung waren nur drei 1,1-Zoll-Vierlinge an Bord, der vierte (auf der Schanz) wurde im März 1942 ergänzt.
Als Suchradar war ursprünglich nur SC-1 auf dem Vormast an Bord (neben den Feuerleitradaren Mk.4 auf den beiden Mk.37-Feuerleitgeräten). Die Antenne dieser kombinierten See- und Luftsuchanlage wurde jedoch bereits im März auf den Hauptmast versetzt, und im Juni 1942 erhielt USS Juneau I als einer der ersten Kreuzer der U.S. Navy auf der Vormast-Plattform das neue, im Zentimeterbereich arbeitende und wesentlich genauere Seesuchradar SG.
Die Seitenpanzerung war mit 3¾ Zoll nur recht schwach, das Deck war nur mit 1¼ Zoll Panzerung belegt. Bei der geringen Größe des Schiffstyps waren stärkere Schutzeinrichtungen nicht realisierbar.
Das Schiff wurde mit einem einfarbigen Anstrich nach „Measure 3“ fertiggestellt und dann in seiner kurzen Einsatzperiode nacheinander mit zwei unterschiedlichen Tarnmustern nach „Measure 12 mod“ (sog. „splotch pattern“) versehen. Das erste (ab Februar 1942) war sehr diffizil und aus größerer Entfernung nicht erkennbar, das zweite (ab Juni 1942) wesentlich großflächiger.

## Geschichte
Ihr erster Kommandant war Captain Lyman K. Swenson. Der Kreuzer wurde im Pazifikkrieg eingesetzt. Er wurde am 13. November 1942 in der Seeschlacht von Guadalcanal (Salomonen-Inseln) versenkt. Nachdem der Kreuzer im nächtlichen Gefecht, in dem auch schon das Schwesterschiff Atlanta versenkt worden war, von einem japanischen Zerstörer-Torpedo beschädigt worden war, erhielt die USS Juneau am Vormittag gegen 11 Uhr Ortszeit weitere Torpedotreffer des japanischen U-Boots I-26, was zu einer heftigen Detonation führte. Die vorderen Munitionskammern explodierten, und das Schiff sank innerhalb einer Minute. 683 Mann ihrer Besatzung fanden den Tod, es gab letztlich nur zehn Überlebende. Zwar entkamen über 100 Besatzungsmitglieder dem Inferno, aber der von Captain Hoover auf dem Kreuzer Helena geführte Verband ließ aus Sorge um seine eigene Sicherheit keine Rettungsaktion zu, sondern forderte nur über ein Flugzeug Hilfe an. Diese Nachricht erreichte das Hauptquartier von Admiral Halsey aber nicht, und so kam es, dass letztlich nur eine Handvoll Seeleute überlebten. Sechs wurden von einem Flugboot aufgenommen, drei gelangten aus eigener Kraft zu einer nahe gelegenen Insel, und ein weiterer Überlebender wurde noch später von der Ballard aufgenommen. Hoover wurde wegen seines Versagens, nicht wenigstens Rettungsmittel ausgesetzt und die Weitergabe der Nachricht kontrolliert zu haben, seines Kommandos enthoben.
Auf der Juneau dienten die fünf Sullivan-Brüder, die sich freiwillig zur Navy gemeldet hatten und von denen keiner überlebte. George Sullivan wurde als einziger zwar noch auf einem Rettungsfloß geborgen, ertrank aber später oder wurde durch einen Haiangriff getötet, als er nachts ins Wasser stieg. Als Konsequenz daraus wurde die Sole Survivor Policy ins Leben gerufen. Die U.S. Navy benannte 1943 einen Fletcher-Klasse-Zerstörer, die The Sullivans (DD-537), sowie 1995 einen Zerstörer der Arleigh-Burke-Klasse, die The Sullivans (DDG-68), nach den Brüdern. Ein neues Halbschwesterschiff aus der Atlanta-Klasse, die CL(AA) 119, erhielt den Namen Juneau (II).

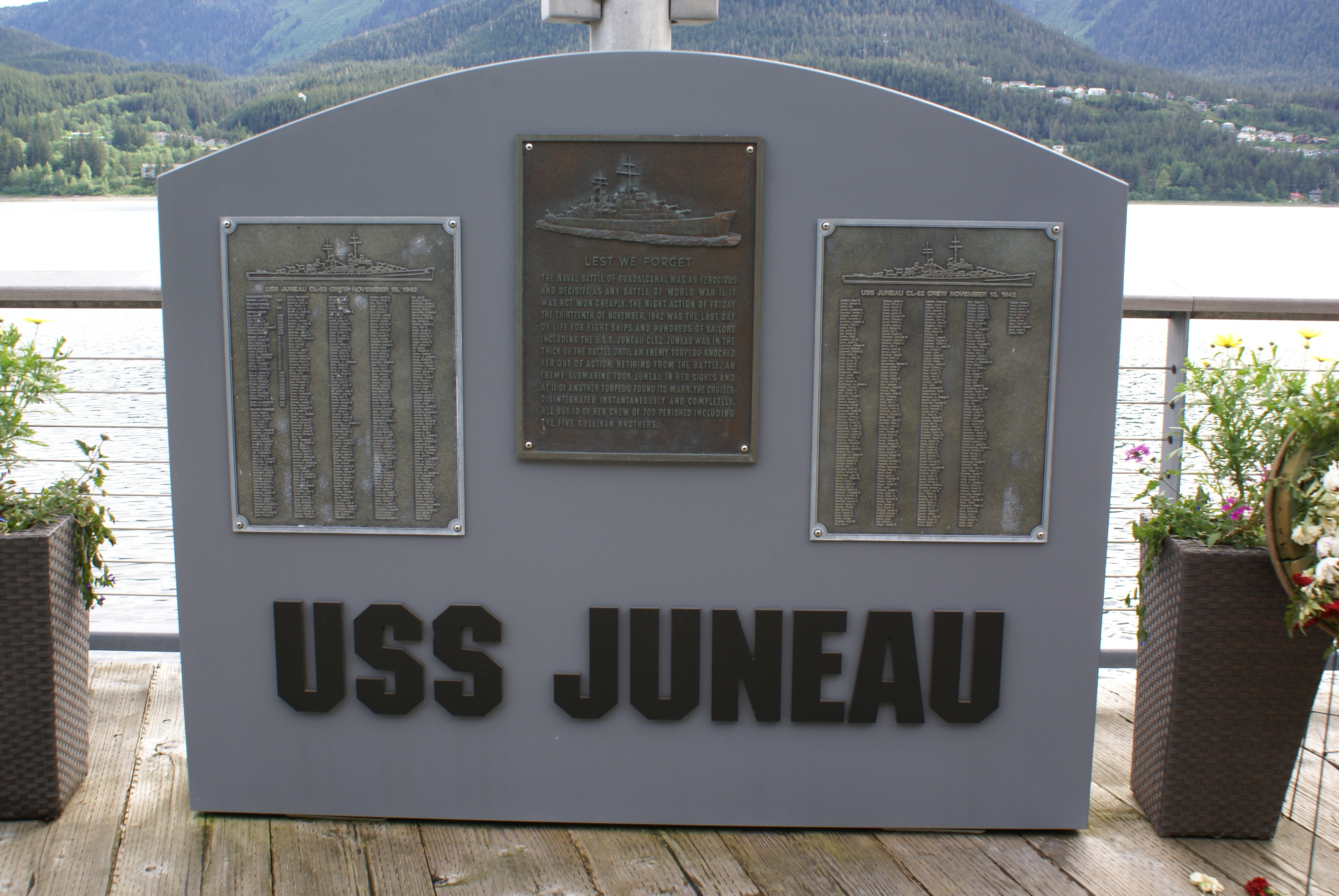
Denkmal für das Schiff in Juneau

Die USS Juneau I erhielt vier „battle stars“ als Auszeichnung für ihren kurzen Kriegseinsatz.

## Wrack
Das Wrack der USS Juneau wurde am 17. März 2018 von einer Expedition des Unternehmers und Hobbyforschers Paul Allen auf der Petrel in 4000 Metern Tiefe im Pazifik entdeckt. Der Rumpf ist in zwei große Teile zerbrochen.

### Zur Technik
- Rod Dickson: U.S.S. Juneau CL(AA) 52. The Floating Drydock Press, Kresgeville 1993, ISBN 0-944055-04-4
- Norman Friedman: U.S. Cruisers. Arms & Armour Press, London 1985, ISBN 0-85368-651-3

### Zur Geschichte
- Robert Ballard: Versenkt im Pazifik - Schiffsfriedhof Guadalcanal. Ullstein, Berlin 1993, ISBN 3-550-06834-4
- Samuel Eliot Morison: The Struggle for Guadalcanal (History of US Naval Operations in WWII, Vol. V). Little, Brown and Co., Boston 1949, vielfach nachgedruckt